# Xiridàcies
Xyridaceae és una família de plantes amb flors monocotiledònies.
El sistema de classificació APG II system, de 2003 l'assigna a l'ordre Poales dins el clade commelinids. Aquest família conté gairebé 300 espècies en cinc gèneres, però la majoria d'espècies es troben dins el gènere Xyris (vegeu també Abolboda). La majoria de les espècies són tropicals i subtroicals.